# ミシア・セール
ミシア・セール（フランス語: Misia Sert、誕生時の名はマリア・ゾフィア・オルガ・ゼナイダ・ゴデプスカ (Maria Zofia Olga Zenajda Godebska)。1872年3月30日 - 1950年10月15日）は、ポーランド系のピアニストで、パリで芸術サロンを主催した。ミシア・セールは多数の芸術家のパトロン・友人であり、しばしば芸術家のモデルもつとめた。

## 初期
マリア・ゾフィア・オルガ・ゼナイダ・ゴデプスカは、1872年3月30日にロシアのサンクトペテルブルク郊外のツァールスコエ・セローで生まれた。父のツィプリアン・ゴデプスキはポーランドの有名な彫刻家で、サンクトペテルブルク美術大学の教授だった。母のゾフィア・セルヴェはロシア人とベルギー人の家系で、ベルギーの有名なチェリストであるアドリアン＝フランソワ・セルヴェの娘だった。夫が不倫に没頭していることを懸念した妊娠中のゾフィアはツァールスコエ・セローまで旅し、そこに当時の情婦と住んでいたゴデプスキを驚かせた。ゾフィアは娘のミシア（マリアのポーランド式愛称）を生んだ後に死亡した。
幼児のミシアはブリュッセルに住む母方の祖父母（セルヴェ家）のもとに送られ、そこに住んだ。セルヴェ家は音楽一家であり、有名な音楽家のコンサートを主催した。フランツ・リストはセルヴェ家の友人だった。ミシアはこのような環境の中で音楽教育を受け、幼少のころに祖父によって楽譜の読み方を学んだ。祖父の教育によってピアニストとしての才能を発揮するようになった。
ミシアの父は数回再婚したが、最終的に娘を呼びもどし、自分と新しい義母とともにパリに住ませた。ミシアはブリュッセルの祖父母の家のなごりを惜しんだ。父はミシアを修道院附属のボーディングスクールであるサクレ・クールに入れ、ミシアはそこで6年間を過ごした。彼女の唯一の楽しみは、週1回ガブリエル・フォーレから受けたピアノ・レッスンだった。15歳のときに義母と口論になり、家を去ってロンドンに移った。数ヶ月後にパリに戻って下宿し、フォーレの紹介した学生にピアノを教えることで自活するようになった。

## 結婚と社会環境
21歳のとき、ミシアは20歳のいとこでポーランドからの出国者であるタデ・ナタンソンと結婚した。ナタンソンはしばしばパリの芸術的・知識的サークルに現れた。彼は友人のレオン・ブルムやドレフュス支持者とともに社会主義を理想とする政治的信条を持っていた。サン＝フロランタン通りの自宅はマルセル・プルースト、クロード・モネ、ピエール＝オーギュスト・ルノワール、オディロン・ルドン、ポール・シニャック、クロード・ドビュッシー、ステファヌ・マラルメ、アンドレ・ジッドといった指導的文化人の集会所になった。娯楽は贅沢だった。アンリ・ド・トゥールーズ＝ロートレックはナタンソンのパーティーでバーテンダーをつとめることを楽しみ、色あざやかに層をなした酒で「プース・カフェ」と呼ばれた強力なカクテルで有名になった。人々は主催者の魅力と若さに魅了された。1889年、ナタンソンは新しい才能を育て、ポスト印象派であるナビ派の作品を紹介するための雑誌『ラ・ルヴュ・ブランシュ』を創刊した。ミシアはこの雑誌のミューズでシンボルとなり、トゥールーズ＝ロートレック、エドゥアール・ヴュイヤール、ピエール・ボナールによる広告ポスターのモデルになった。ルノワールによるミシアの肖像はテート・ギャラリーが所蔵している。
マルセル・プルーストはミシアを実話小説『失われた時を求めて』の登場人物であるヴェルデュラン夫人の原型として使用した。
ナタンソンの『ラ・ルヴュ・ブランシュ』は彼の政治的行動と結びついており、それには大量の資金を必要としたが、ナタンソンひとりでは資金を供給できず、後援者を必要とした。ナタンソンは新聞界の大物で、パリの主要な新聞である『ル・マタン』の創刊者であるアルフレッド・エドワーズに接近した。エドワーズはミシアに魅了され、1903年に彼女を自分の情婦とした。エドワーズはスポンサーになる条件としてナタンソンが妻を手放すことを求めた。
1905年2月24日、ミシアはアルフレッド・エドワーズの妻になった。ミシアと新しい夫はテュイルリー宮殿に臨むリヴォリ通りの家で豪奢な生活を営んだ。ここでもミシアは芸術家、作家、音楽家を自宅でもてなした。モーリス・ラヴェルは『博物誌』のうちの「白鳥」と、ずっと後に『ラ・ヴァルス』をミシアに献呈した。有名なオペラ歌手のエンリコ・カルーソーが聴衆をナポリの歌で楽しませる間、ミシアはピアノで伴奏した。しかしエドワーズは不実な夫であることがわかり、1909年に離婚した。
1920年、ミシアはスペイン人の画家ホセ＝マリア・セールと3度めの結婚をした。このころ彼女は文化的調停者として君臨するようになり、それは30年以上にわたって続いた。ポール・モランはミシアについて「天才の収集家で、彼らすべてはミシアを愛していた」と記した。「ミシアが会おうと思うには才能を持たなくてはならない」と認識されていた。ミシアのサロンにおいてエリック・サティがピアノで『梨の形をした3つの小品』を演奏しているのを聴いている最中に、集まった客はサラエボ事件のニュースを聞かされた。
セールとの結婚生活は感情的に波乱を含んでいた。夫はロシア貴族のムディヴァニ家の一員であるイザベル・ルサダナ・ムディヴァニ、通称「ルシー」と関係を持った。ミシアは夫が他の女と関係を持つことに慣れようとつとめた。またミシア自身もルシーと関係を結んだ。しばらくの間、3人は三人婚の関係を維持した。しかし、結局1927年12月28日に離婚した。

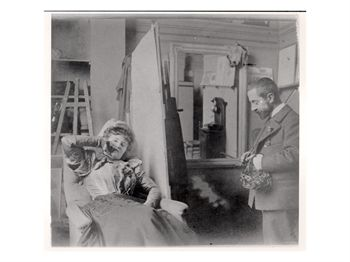
ミシアとトゥールーズ＝ロートレック

セール家の交友範囲にはボヘミアンのエリートや社会の上層階級を含んでいた。道徳的に自由な人々の集まりであり、感情的・性的な密通がはびこっていた。それはさらに薬物の使用や乱用によって火をそそがれた。ミシア・セールは女優セシル・ソレルの家でファッションデザイナーのココ・シャネルと会い、永続的な関係を結んだ。1919年12月22日にシャネルの愛人であるアーサー・カペルが自動車事故で死亡した時、残されたシャネルに感情的支援を提供した。ミシア・セールとシャネルの関係は似た魂をもつ者どうしの絆であり、セールは「シャネルの天才、致命的な機知、皮肉、狂気の破壊性がすべての人々の興味をそそり、驚かせる」点に魅かれていた。ともに修道院で育てられた2人は友人としての関係を維持し、興味、信頼、薬物使用を共有した。
ミシアは困窮した友人に対して気前がよく助けを惜しまなかった。詩人ピエール・ルヴェルディがソレムのベネディクト会修道院に閉じこもるための資金を必要としたとき、ミシアは財政的支援を行った。ミシアは長期にわたってセルゲイ・ディアギレフと共同し、バレエ・リュスのダンサーたちとの友情から衣裳デザインに関する提案や振付に到るまで、すべての創造的な面にかかわり、しばしば財政的困難に陥ったこのバレエ団のために資金を供給した。『ペトルーシュカ』の初演の夜には、衣裳の差し押さえを防ぐために必要な4000フランをミシアが提供した。ディアギレフがヴェネツィアで死に瀕しているとき、ミシアはその傍にいた。1929年8月にディアギレフが没すると、葬儀の費用を払い、バレエ界にきわめて重要な影響を及ぼしたこの人物の栄誉をたたえた。
ミシアは第二次世界大戦中のナチスによるパリ占領を乗り切った。彼女の交友仲間のうちのある人々は戦時中の行動や忠誠心が有罪とはいえないまでも疑わしかったのに対し、彼女は人格に対する重要な非難を受けることはなかった。
1950年10月15日、パリで没した。

## 大衆文化
バリー・シンガーの作詞、ヴァーノン・デュークの作曲によるミュージカル『ミシア』はミシア・セールを主題としている。シンガーは2001年に初稿を書いた。2015年にPS Classicsからキャストレコーディングとして販売された。ブロードウェイのプロデューサーの興味を引いたものの、実際の舞台にのせられたことはない。